# Actors Studio
L’Actors Studio est une organisation associative (membership organization) américaine consacrée à l’art dramatique fondée le 5 octobre 1947 par Elia Kazan, Cheryl Crawford et Robert Lewis (en), qui fournissaient une formation pour les acteurs qui en étaient membres. Lee Strasberg la rejoignit plus tard et en prit la tête en 1951 jusqu'à sa mort, le 17 février 1982. Depuis 2017, elle est dirigée par Al Pacino, Ellen Burstyn et Alec Baldwin.
Située au 432 West 44e rue dans le quartier de Hell's Kitchen de l'arrondissement de Manhattan à New York, elle regroupe des acteurs professionnels, metteurs en scène et dramaturges. 
Le Studio est surtout connu pour son travail d'affinage et d'enseignement de la Méthode d'acteur. L'approche en a été développée à l'origine par le Group Theatre (en) dans les années 1930, sur la base des innovations de Constantin Stanislavski. Au « Studio », les acteurs travaillent ensemble pour développer leurs compétences dans un environnement privé où ils peuvent prendre des risques en tant qu'interprètes sans la pression des rôles commerciaux.
En 1966, l'Actors Studio West est fondée par Jack Garfein à Los Angeles.

## Historique
À l’origine, l’Actors Studio a pour fonction de permettre à des comédiens confirmés de perfectionner leur art dans l’intimité d’un atelier, sans la pression d’un tournage. Dirigé à partir de la Méthode créée par Lee Strasberg suivant le « système » de Stanislavski, née dans ses Cahiers de régie, rédigés à l'occasion de la création des premières pièces de Tchekhov, l’Actors Studio connaît son apogée sous la direction de Strasberg de 1951 à 1982.
Tandis que les premiers écrits de Constantin Stanislavski privilégiaient une identification physique, affective et psychologique totale de l’acteur avec son personnage, Lee Strasberg estime que le comédien doit faire exister son personnage, le rendant capable par différents exercices de recréer organiquement (par les sens) tout ce qu’il y a à recréer afin de vivre vraiment des circonstances imaginaires à travers sa mémoire affective, répondant à la question : « qu’est-ce qui me motiverait pour réagir comme le rôle ? », ou d’autres pratiques comme la substitution, le geste psychologique… ; l’acteur doit puiser en lui-même émotions et affects. Ce processus laisse une totale liberté à l’acteur (« free will ») dans le moment, et donne naissance à un jeu organique, toujours basé sur la vérité.
S’appuyant également sur une recherche psychologique très fouillée de la part du comédien, l’Actors Studio, Lee Strasberg ou la « Méthode » deviennent définitivement la référence aux États-Unis pour le théâtre et le cinéma, lorsque d’anciens élèves comme Marlon Brando, James Dean, Montgomery Clift ou encore Elizabeth Taylor rencontrent le succès.
Depuis, l’Actors Studio est davantage devenu une méthode d’apprentissage du métier d’acteur et de comédien qu’une institution localisée dans un lieu, ayant essaimé partout aux États-Unis et même à l’étranger. Sa méthode est très couramment suivie par les comédiens souhaitant évoluer dans le monde du théâtre ou du cinéma[précision nécessaire].

## Direction
- Ellen Burstyn, Alec Baldwin, Al Pacino depuis 2017
- Ellen Burstyn, Harvey Keitel, Al Pacino de 1995 à 2017
- Paul Newman de 1983 à 1995
- Lee Strasberg de 1962 à 1981
- Cheryl Crawford de 1947 à 1962
- Elia Kazan de 1947 à 1962
- Bobby Lewis de 1947 à 1948

## Quelques acteurs célèbres formés à l'Actors Studio
- Alec Baldwin
- Austin Butler
- Marlon Brando (membre fondateur)
- Matthew Broderick
- Ellen Burstyn
- Nicolas Cage
- Daniel Day-Lewis

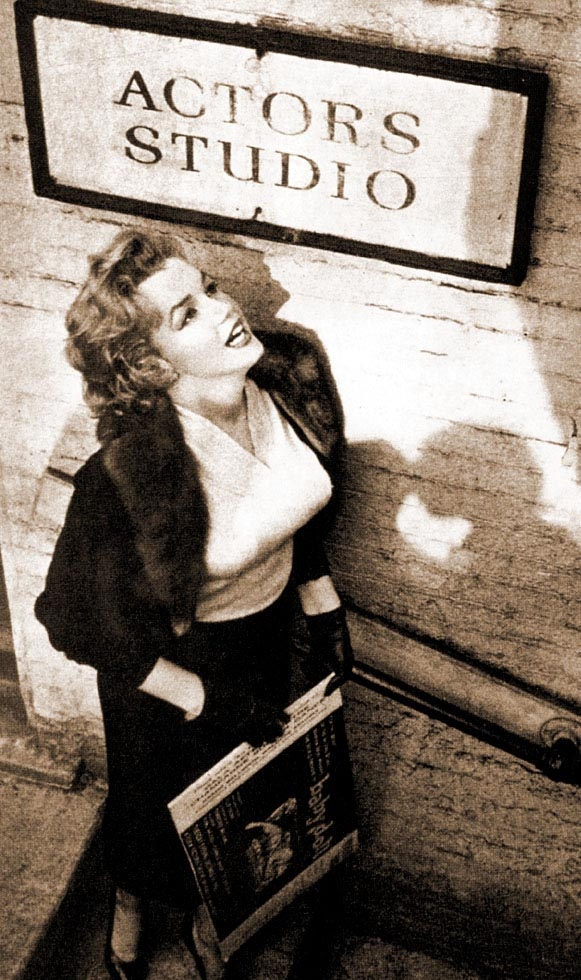
Marilyn Monroe posant devant une enseigne de l'Actors Studio publiée dans TV-Radio Mirror en mai 1961.

- Montgomery Clift (membre fondateur)
- Lee J. Cobb
- Bradley Cooper
- Tom Cruise
- Willem Dafoe
- Rebecca De Mornay
- Robert De Niro
- James Dean
- Robert Duvall
- Laurence Fishburne
- Jane Fonda
- Andy Garcia
- Gene Hackman
- Tom Hanks
- Julie Harris (membre fondateur)
- Steven Hill (membre fondateur)
- Dustin Hoffman
- Dennis Hopper
- Ron Howard
- Holly Hunter
- Angelina Jolie
- Elia Kazan (membre fondateur)
- Harvey Keitel
- Nicole Kidman
- Martin Landau
- Heath Ledger
- Tommy Lee Jones
- John Malkovich
- Steve McQueen
- Marilyn Monroe
- Liliane Montevecchi
- Julianne Moore
- Paul Newman
- Jack Nicholson
- Gary Oldman
- Al Pacino
- Sean Penn
- Michelle Pfeiffer
- Joaquin Phoenix
- Sidney Poitier
- Anthony Quinn
- Julia Roberts
- Mickey Rourke
- Meg Ryan
- Jaime Sánchez
- Susan Sarandon
- Gary Sinise
- Kevin Spacey
- Rod Steiger
- Ben Stiller
- Sharon Stone
- Barbra Streisand
- Charlize Theron
- Meryl Streep
- Christopher Walken
- Eli Wallach (membre fondateur)
- Bruce Willis
- Shelley Winters
- Renée Zellweger